# 2-я хромосома человека

Хромосомная идеограмма 2-й хромосомы человека

2-я хромосо́ма челове́ка — одна из 23 пар человеческих хромосом и вторая по величине, одна из 44 аутосом человека. Хромосома содержит более 242 млн пар оснований, что составляет почти 8 % всего материала ДНК человеческой клетки. 2-я хромосома, вероятно, содержит 3080 генов, в том числе кластер генов HOXD гомеобокса.

## Эволюция
Все представители семейства гоминид имеют по 24 пары хромосом, за исключением людей, у которых лишь 23 пары. Человеческая 2-я хромосома, согласно широко признанной точке зрения, является результатом слияния двух хромосом предков.

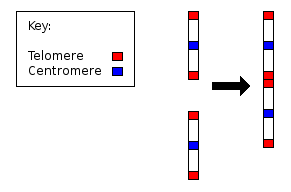
После слияния двух хромосом остаются характерные следы: остатки теломер и рудиментарная центромера

Доказательства слияния основываются на следующих фактах:
- Хромосома человека соответствует двум хромосомам обезьян. Ближайший человеческий родственник, бонобо, имеет практически идентичные находящимся 2-й хромосоме человека последовательности ДНК, но они расположены на двух отдельных хромосомах. То же самое верно и для более дальних родственников: гориллы и орангутана[4][5].
- На хромосоме человека имеются рудиментарные центромеры. Обычно хромосома имеет только одну центромеру, но на длинном плече 2-й хромосомы наблюдаются остатки второй[6].
- Кроме того на хромосоме человека имеются рудиментарные теломеры. Обычно теломеры находятся только на концах хромосомы, но последовательности нуклеотидов, характерные для теломер, наблюдаются ещё и в середине 2-й хромосомы[7].

2-я хромосома, таким образом, представляет собой убедительное доказательство в пользу существования общего предка людей и других обезьян.

## Гены
Ниже перечислены некоторые гены, расположенные на 2-й хромосоме:
- ABCA12 — АТФ-связывающая кассета (англ. ATP-binding cassette), член 12 подсемейства A;
- ABCG5 — АТФ-связывающая кассета, член 5 подсемейства G (стеролин 1);
- ABCG8 — АТФ-связывающая кассета, член 8 подсемейства G (стеролин 2);
- AGXT — аланин-глиоксилат-аминотрансфераза;
- ALMS1 — ассоциированный с синдромом Альстрёма ген 1;
- ALS2 — ассоциированный с амиотрофическим латеральным склерозом ген 2;
- BMPR2 — рецептор костного морфогенетического белка типа II;
- CLQTL2 — холестерин уровень;
- COL3A1 — коллаген, тип III, альфа 1;
- COL4A3 — коллаген, тип IV, альфа 3;
- COL4A4 — коллаген, тип IV, альфа 4;
- COL5A2 — коллаген, тип V, альфа 2;
- GCG — глюкагон;
- HADHA — α-субъединица митохондриального трифункционального белка (англ. mitochondrial trifunctional protein);
- HADHB — β-субъединица митохондриального трифункционального белка;
- MSH2 — гомолог mutS 2 (E. coli);
- MSH6 — гомолог mutS 6 (E. coli);
- NR4A2 — ядерный рецептор (англ. nuclear receptor), член 2 группы A подсемейства 4;
- NRP2 — нейропилин 2;
- OTOF — отоферлин;
- PAX3 — содержащий парный домен фактор транскрипции (англ. Pax genes) 3;
- PAX8 — содержащий парный домен фактор транскрипции 8;
- PELI1 — гомолог Pellino 1 (Drosophila);
- SLC40A1 — член 1 семейства транспортеров растворённых веществ (англ. solute carrier family) 40 (ферропортин).

### Плечо p
- CD8 — трансмембранный гликопротеин;
- JAGN1 — обеспечивает формирование и нормальное функционирование нейтрофильных гранулоцитов;
- LRRTM1;
- NLRC4 — содержащий нуклеотид-связывающий домен олигомеризации белок 4;
- NRXN1 — нейрексин 1, ассоциация с аутизмом;
- SDC1 — мембранный белок, протеогликан семейства синдеканов (CD138);
- SRD5A2 — 5-альфа-редуктаза 2;
- TPO — тиреоидная пероксидаза.

### Плечо q
- ALPI — кишечная щелочная фосфатаза;
- AQP12A — водный канал из группы аквапоринов;
- AQP12B — водный канал из группы аквапоринов;
- DPP4 — мембранная гидролаза (CD26);
- GAD1 — ГАМК-производящий фермент глутаматдекарбоксилаза 1;
- ErbB4 — мембранный белок семейства рецептора эпидермального фактора роста EGFR/ErbB;
- IL1A, IL1B — интерлейкин 1: альфа и бета;
- IL1RN — антагонист рецептора интерлейкина 1;
- ITGA4 — гликопротеин из надсемейства интегринов;
- ITGAV — гликопротеин из надсемейства интегринов;
- ITGB6 — гликопротеин из надсемейства интегринов (β6);
- MDA5 — рецептор группы RIG-I-подобных рецепторов;
- SCN9A — ген, отвечающий за болевую чувствительность;
- SP3 — фактор транскрипции Sp3;
- TBR1 — член 1 семейства T-box (англ. T-box family);
- TTN — титин;
- VIL1 — виллин 1;
- UGT1A1 - УДФ-глюкуронозилтрансфераза
- ZNF804A — цинк-пальцевый белок 804A, ассоциированный с шизофренией.

## Болезни и расстройства
Ниже перечислены некоторые заболевания связанные с генами 2-й хромосомы:
- юношеский боковой амиотрофический склероз — ALS2[8][9];
- бессиндромная глухота (англ. nonsyndromic deafness), тип DFNB9 — OTOF;
- врождённый гипотиреоидизм (англ. congenital hypothyroidism) — PAX8;
- гемохроматоз, тип 4 — SLC40A1;
- детский первичный латеральный склероз (англ. juvenile primary lateral sclerosis) — ALS2;
- дефицит длинноцепочечной 3-гидроксиацил-КоА-дегидрогеназы (англ. long-chain 3-hydroxyacyl-coenzyme A dehydrogenase deficiency) — HADHA;
- наследственный неполипозный колоректальный рак (англ. hereditary nonpolyposis colorectal cancer) — MSH2 и MSH6;
- недостаточность митохондриального трифункционального белка (англ. mitochondrial trifunctional protein deficiency) — HADHA и HADHB;
- первичная гипероксалурия (англ. primary hyperoxaluria), тип I — AGXT;
- первичная лёгочная гипертензия (англ. primary pulmonary hypertension) — BMPR2;
- сахарный диабет взрослого типа у молодых, тип 6 — NEUROD1;
- синдром Альстрёма — ALMS1;
- Ихтиоз Арлекина — ABCA12;
- синдром Ваарденбурга, типы I и III — PAX3;
- синдром Олпорта (англ. Alport syndrome) — COL4A3 и COL4A4;
- синдром Элерса — Данлоса, классический и сосудистый типы — COL5A2 и COL3A1;
- ситостеролемия (англ. sitosterolemia) — ABCG5 и ABCG8.

## Интеллект
Последние исследования показывают, что гены на 2-й хромосоме могут играть важную роль в человеческом интеллекте.